# Хове, Эйнар
Эйнар Хове (норв. Einar Haave, 8 декабря 1908 — 1962) — норвежский шахматист. Чемпион Норвегии 1954 г. В составе сборной Норвегии участник неофициальной шахматной олимпиады 1936 г. В послевоенные годы активно играл по переписке.

## Спортивные результаты
| Год         | Город        | Соревнование                                                    | + | − | = | Результат | Место |
| ----------- | ------------ | --------------------------------------------------------------- | - | - | - | --------- | ----- |
| 1936        | Мюнхен       | Неофициальная шахматная олимпиада (сборная Норвегии, 8-я доска) |   |   |   | [ 1 ]     |       |
| 1947        | Осло         | Матч Норвегия — Дания (против Э. Ларсена)                       | 2 | 0 | 0 | 2 из 2    |       |
| 1948        | Сальтшобаден | Командный турнир                                                |   |   |   |           |       |
|             | Сальтшобаден | Матч Швеция — Норвегия (против Б. Сундберга)                    | 0 | 1 | 1 | ½ из 2    |       |
| 1954        | Драммен      | Чемпионат Норвегии                                              |   |   |   |           | 1     |
| 1954 — 1955 |              | Показательная партия с А. М. Константинопольским по телеграфу   | 0 | 1 | 0 | 0 из 1    |       |